# Kealtes

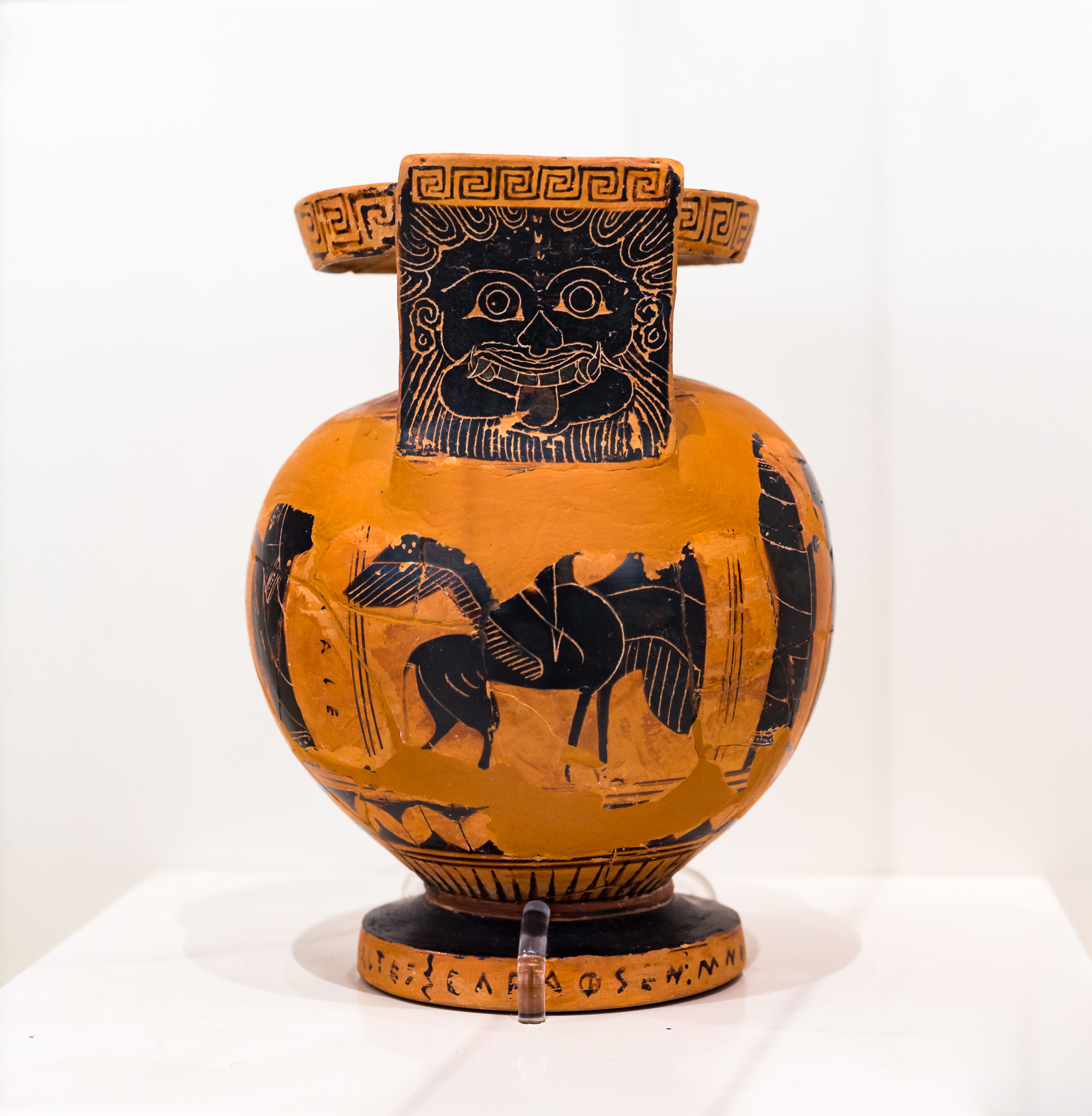
Aryballos 1055 im Athener Nationalmuseum

Kealtes war ein  Vasenmaler, tätig in Athen in der Mitte des 6. Jahrhunderts v. Chr.
Er ist nur durch seine Malersignatur auf einem schwarzfigurigen Aryballos aus Petreza (heute Athen, Nationalmuseum 1055) bekannt. Die Darstellung zeigt einen Fries von stehenden Frauen und Männern sowie eine sitzende Frau, unter dem Henkel eine stehende Sphinx. Die Form des Aryballos mit rundem Körper und Mündungsteller entspricht korinthischen Vorbildern, singulär ist der Fuß des Gefäßes. Die Inschrift nennt neben dem Maler Mnesikleides als Stifter.